# Taguaza eliptica
Genre
Espèce
Taguaza eliptica, unique représentant du genre Taguaza, est une espèce d'opilions laniatores de la famille des Zalmoxidae.

## Distribution
Cette espèce est endémique de l'État de Miranda au Venezuela. Elle se rencontre vers Acevedo.

## Description
Le mâle holotype mesure 2,10 mm.

## Publication originale
- González-Sponga, 2000 : « Arácnidos de Venezuela: un nuevo género y seis nuevas especies de la familia Phalangodidae (Opiliones Laniatores). » Memoria Sociedad de Ciencias Naturales La Salle, vol. 58, no 150, p. 87–108.